# Mathias Lauridsen
Mathias Lauridsen (Copenhague 13 de enero de 1984) es un modelo danés que ha participado en numerosas campañas, incluyendo las de Jil Sander, Gucci, Hugo Boss, Lacoste y Hermès.
Fue descubierto en 2003, y actualmente tiene contrato con Ford Models, en París, New York Model Management y Scoop, en Copenhague.  Está considerado como uno de los mejores modelos masculinos. Sus credenciales en pasarela incluyen la apertura de pases con Hermès, Belstaff, Jill Stuart y el cierre con Valentino y John Galliano.[cita requerida]
Ha aparecido en reportajes en revistas especializadas como Vogue, Numéro Homme, GQ y Details. Ha trabajado con fotógrafos de reconocido prestigio, como Karl Lagerfeld y Richard Avedon. Avedon fotografió a Lauridsen para Hermes en 2004, en lo que fue uno de sus últimos trabajos.[cita requerida]
Ocupó la primera posición en el ranking de los «50 modelos masculinos» de models.com durante más de dos años, siendo el más joven en conseguirlo. Ha sido reemplazado por Baptiste Giabiconi En 2008 alcanzó el número dos en la lista Top Male Modeling Icons de la revista Forbes.
Los distintivos físicos por los que es reconocido son su color de ojos y una cicatriz en el pómulo.